# Michoud Assembly Facility
Koordinaten: 30° 1′ 22″ N, 89° 54′ 54″ W

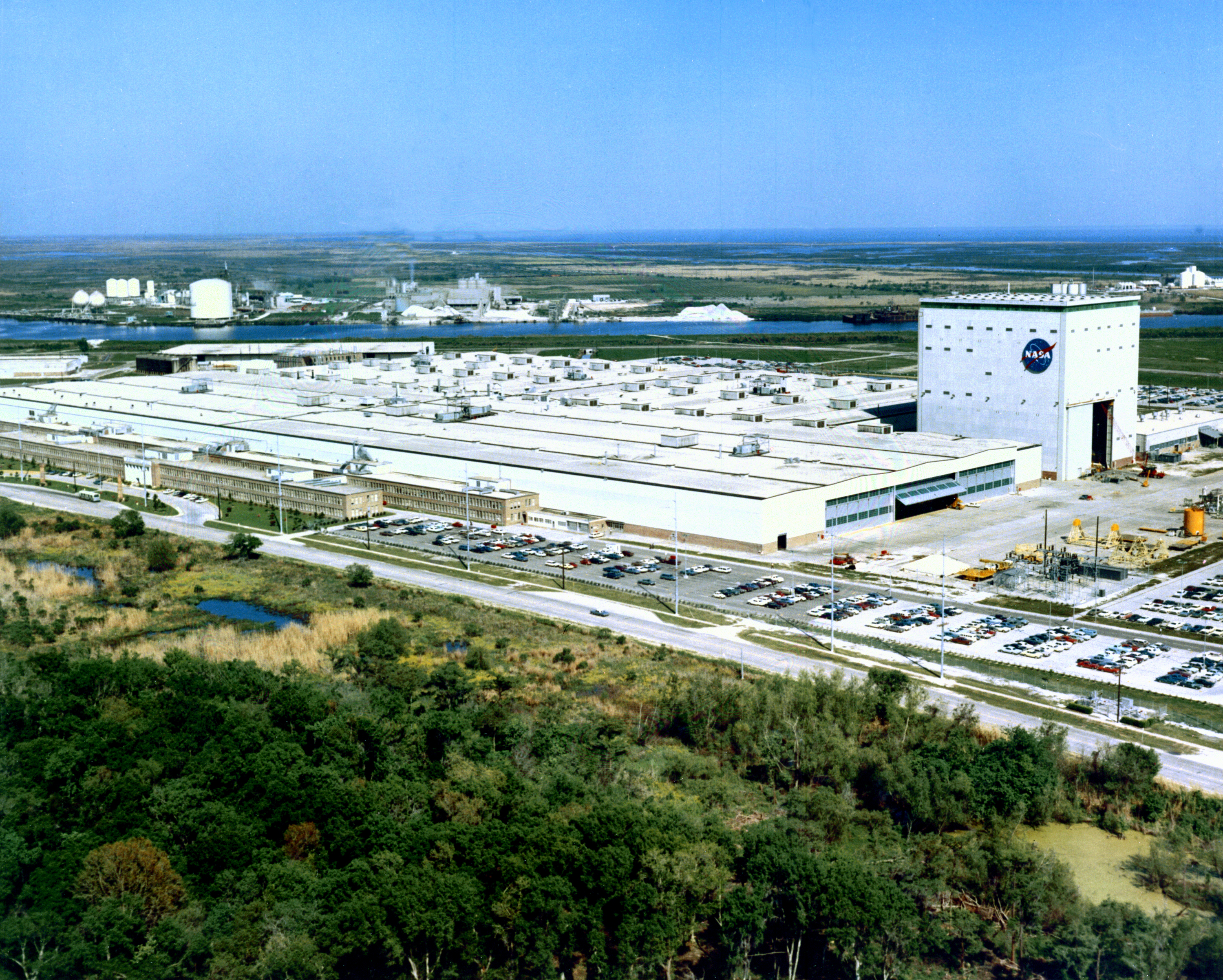
Die riesige MAF-Montagehalle. Rechts ist das Vertical Assembly Building (Gebäude Nr. 110) zu erkennen

Die Michoud Assembly Facility (MAF) ist eine Einrichtung der US-Raumfahrtbehörde NASA, die unter der Verwaltung des Marshall Space Flight Centers steht. Das 337 Hektar große Gelände liegt östlich von New Orleans (Louisiana) und wird von Lockheed Martin Michoud Space Systems betrieben. Hier wurden die erste Stufe der Saturn-Rakete und der Außentank für das Space Shuttle gefertigt. Heute stellt Boeing in der MAF im Auftrag der NASA die Hauptstufe der Großrakete SLS her.
Die MAF zählt zu den größten Produktionsanlagen der Welt und verfügt über eine Werkshalle mit einer überdachten Fläche von 174.000 Quadratmetern. Dieses „External Tank Manufacturing Building“, intern als Gebäude Nr. 103 bezeichnet, stammt aus dem Jahr 1942. Sie hat die größte Reibschweißanlage der Welt.
Die Ortschaft Michoud, rund 25 Kilometer östlich von New Orleans, hat ihren Namen von dem Franzosen Antoine Michoud, der sich 1827 dort niederließ. Dieser kaufte das Land und betrieb eine Zuckerfabrik. Dessen Erben führten die Antoine Michoud Plantation bis hinein ins 20. Jahrhundert weiter. Aus dieser Zeit stammen die zwei Schornsteine, die bis heute vor dem MAF-Verwaltungsgebäude stehen.
Neben Lockheed sind auf dem MAF-Gelände noch andere Einrichtungen untergebracht. So hat das MSFC im März 1999 eine Kooperation mit dem Bundesstaat Louisiana und der University of New Orleans gegründet: Das National Center for Advanced Manufacturing entwickelt für die NASA neue Technologien und Herstellungsverfahren für künftige Raumfahrzeuge. Außerdem befindet sich die Rechnungsstelle (National Finance Center) des US-Landwirtschaftsministeriums auf der MAF. 2012 wurde eine Werkstatt vor Ort, die sich dem Raketenbau widmet, nach dem kanadischen NASA-Astronauten Chris Hadfield benannt. 

## Kriegsproduktion
1940 übernahm die US-Regierung das Areal und errichtete ein Werk für die Kriegsproduktion. Ursprünglich wurden dort während des Zweiten Weltkriegs Liberty-Frachter gefertigt. Zwischen den Aufträgen baute man Transportflugzeuge – allerdings verließen nur zwei Maschinen des Typs C-46 „Commando“ die Werkshalle. Bis zum Ausbruch des Koreakriegs im Jahr 1950 blieb die MAF ungenutzt, dann produzierte Chrysler dort vier Jahre lang Motoren für Sherman- und Patton-Panzer.

## Raumfahrtproduktion

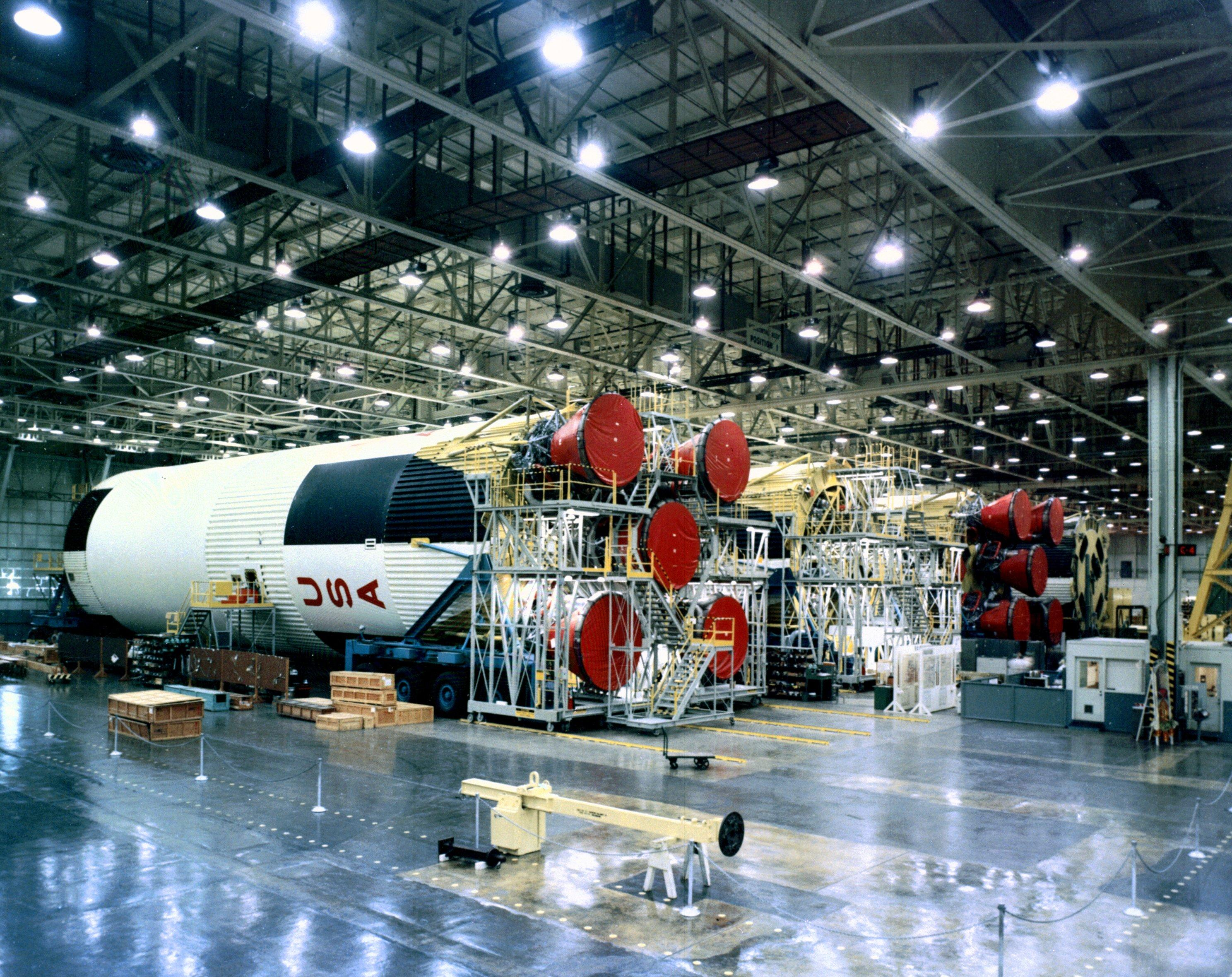
Saturn-Raketenstufen in der Fertigung

Auf Anregung von Wernher von Braun wurde die MAF im September 1961 der NASA unterstellt. Die Einrichtung mit der riesigen Halle, die überdacht und von allen Seiten frei zugänglich war, schien sehr geeignet für die Produktion der Saturn-Raketen. Bis Anfang der 1970er-Jahre fertigten Boeing und Chrysler auf dem Gelände die ersten Stufen für die Saturn I, die Saturn IB und die Saturn V. Eines dieser rund 40 Meter langen Raketenteile ist auf dem Gelände ausgestellt. Es handelt sich dabei um die erste Stufe (Seriennummer S-1C-15) der letzten produzierten Saturn V.

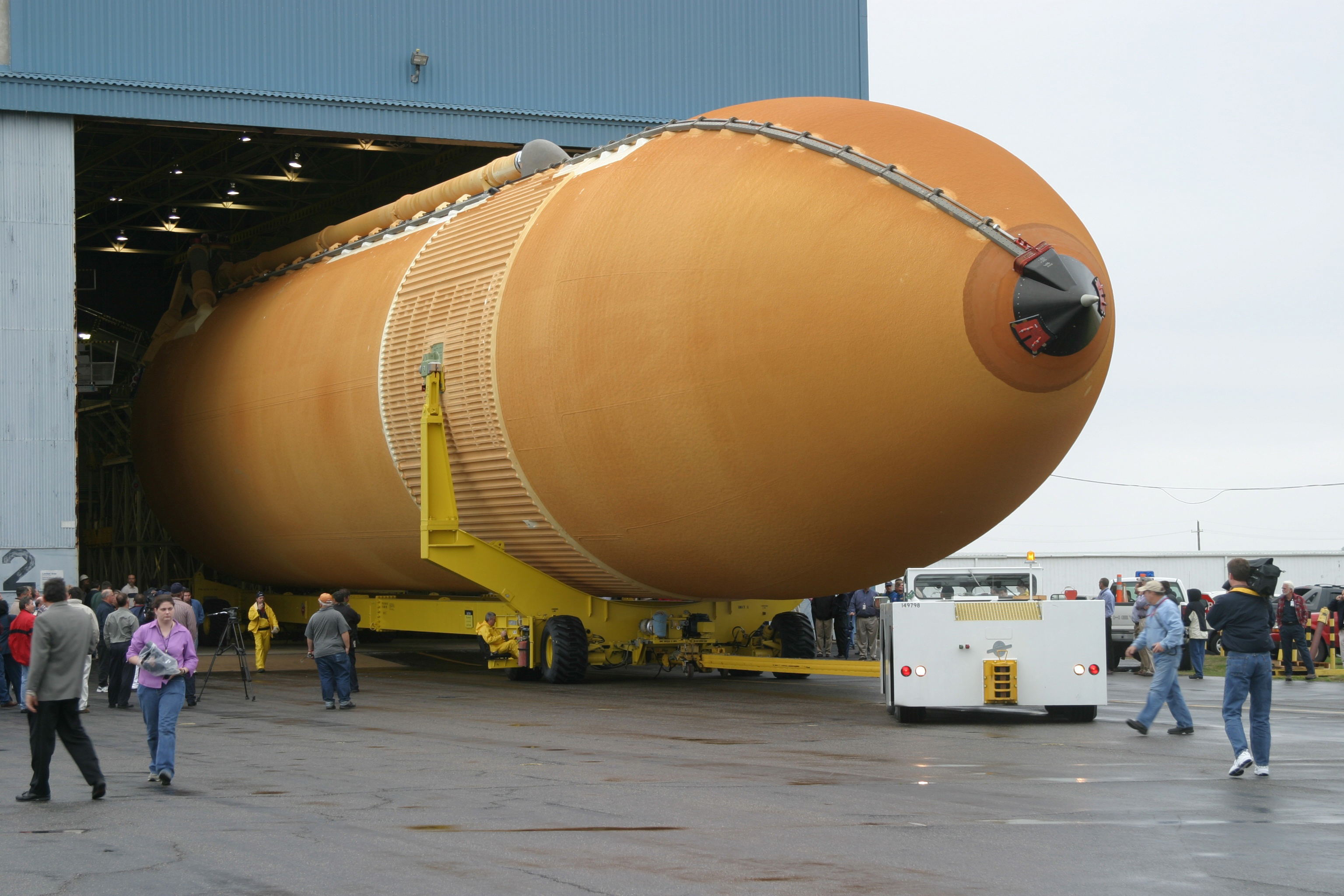
Ein Außentank verlässt die Werkshalle

Mit der Entscheidung, im Anschluss an das Apollo-Programm das Space Shuttle zu bauen, übernahm Martin Marietta (heute Lockheed Martin) im Jahr 1973 die MAF, um auf dem Gelände den 47 m langen Außentank zu produzieren, der den Treibstoff für die drei Haupttriebwerke des Orbiters enthielt. Die MAF hat über den Intracoastal Waterway einen direkten Wasserzugang, über den eine Barke die Tanks zum Kennedy Space Center transportierte.
Nach vier Jahren Entwicklung und Bau wurde der erste Tank (ein Testmodell) im September 1977 an die NASA ausgeliefert. Der erste flugtaugliche Außentank wurde im Juni 1979 übergeben und kam im April 1981 beim Start von STS-1 zum Einsatz. Während alle anderen Teile des Shuttle-Systems wiederverwendbar waren, wurde der 27 Tonnen schwere Aluminiumtank im Anschluss an die Aufstiegsphase (rund acht Minuten nach dem Start) abgeworfen und ging verloren. Der letzte Tank wurde im September 2010 ausgeliefert.

## Notlandung einer Boeing 737
Am 24. Mai 1988 fielen beim Taca-International-Airways-Flug 110 im Anflug auf den Flughafen New Orleans beide Triebwerke aus. Die Piloten entschieden sich, die Boeing 737-300 nicht notzuwassern, sondern auf einem grasbewachsenen Deich auf dem MAF-Gelände aufzusetzen. Das Manöver gelang, keiner der 45 Insassen wurde verletzt. Nach einem Triebwerkwechsel wurde das Flugzeug sogar von diesem Deich aus wieder gestartet.

## Hurrikan Katrina
Im Sommer 2005 wurde die MAF durch den Hurrikan Katrina beschädigt, als dieser am 29. August über den Großraum New Orleans hinwegfegte. Tags zuvor war das Gelände evakuiert worden – nur eine Gruppe von 38 Freiwilligen der NASA blieb zurück sowie einige Mitarbeiter von Lockheed Martin. Dieses „Michoud Hurricane Ride-Out Team“ bediente die Generatoren und Wasserpumpen und versuchte, das Inventar so gut wie möglich zu schützen. Diese Lockheed-Martin-Angestellten wurden mit einer der höchsten Tapferkeitsmedaillen der NASA ausgezeichnet.
Hauptsächlich wurden Fenster und Dächer beschädigt (teilweise abgedeckt), wodurch Regenwasser eindrang. Das Dach des 70 Meter hohen Vertical Assembly Building war so stark in Mitleidenschaft gezogen worden, dass alle 2.400 Betonplatten ersetzt werden mussten. Die sieben Außentanks, die sich zu dem Zeitpunkt auf der MAF befanden, waren nur minimal betroffen. Der entstandene Schaden belief sich auf über 500 Millionen US-Dollar.
Nach dem Hurrikan, während sich das überflutete New Orleans im Ausnahmezustand befand, waren auf dem MAF-Gelände rund dreitausend Soldaten von US-Marine und Nationalgarde untergebracht. Diese beteiligten sich auch an den Aufräumarbeiten. Am 3. Oktober 2005 eröffnete die MAF offiziell wieder, allerdings nur mit einer Rumpfbesatzung. Am 31. Oktober 2005 nahm man den vollen Betrieb wieder auf.